# Felipe Guerra
Felipe Guerra este un oraș în Rio Grande do Norte (RN), Brazilia.